# 武田璃斗
武田 璃斗（たけだ りと、1999年12月12日 - ）は、日本の子役である。エヌ・エー・シー福岡所属。

## 出演

### テレビドラマ
- 青春の門（2005年3月21日・22日、TBS）

### 映画
- この胸いっぱいの愛を（2005年10月8日公開、塩田明彦監督）

### CM
- スカイマーク
- 山口銀行 -親子篇-
- チョーコー長崎みそ
- チョーコー醤油
- 京が丘
- スペースワールド
- ジョイフル